# Burning for You
Burning for You is een muziekalbum van de Britse band Strawbs. Het is het laatste album met drummer Rod Coombes en de laatste elpee die uitkwam via Oyster Records, een platenlabel van Deep Purples Roger Glover.
Het album is opgenomen in de Relight Studio in Hilvarenbeek, Cousins vond het een onaangename plek ("in the middle of nowhere"). De muziekproducenten van het vorige album konden niet meer door één deur en Strabws zag zich genoodzaakt voor een van beiden te kiezen; Cousins wilde Rupert Holmes, Lambert wilde Lesser. Omdat hij voor meer hitpotentie streed werd het uiteindelijk Lesser. Die hit zou Back in the old routine moeten worden, maar een optreden in Top of the Pops leidde niet tot het gewenste resultaat. De hoes is ontworpen door Patrick Woodroffe, eerder verschenen in zijn boek Mythopoeikon, en gebruikt als boekomslag van The Billion Years Spree van Brian Aldiss. 

## Musici
- Dave Cousins – zang, gitaar
- Dave Lambert – zang, gitaar
- Chas Cronk – basgitaar
- Rod Coombes – slagwerk
- John Mealing, Robert Kirby – toetsen en arrangementen

## Muziek
| Nr. | Titel                                                | Duur |
| --- | ---------------------------------------------------- | ---- |
| 1.  | Burning for me (Cousins, Mealing)                    | 4:01 |
| 2.  | Cut like a diamond (Cousins, Cronk)                  | 3:44 |
| 3.  | I feel your loving coming on (Lambert)               | 2:56 |
| 4.  | Barcarole (for The Death in Venice) (Cousins, Cronk) | 3:25 |
| 5.  | Alexander the Great (Cousins, Lambert)               | 3:59 |
| 6.  | Keep on trying (Cousins, Cronk)                      | 3;15 |
| 7.  | Back in the old routine (Cousins, Cronk, Lambert)    | 3:17 |
| 8.  | Heartbreaker (Lambert)                               | 4:40 |
| 9.  | Carry me home (Cronk)                                | 3:28 |
| 10. | Goodbye (is not an easy word to day) (Cousins)       | 3:44 |

Goodbye was eigenlijk bedoeld als afscheid van de band; Cousins zag geen heil in verder gaan. Hij liet zich echter door Clive Davis van Arista Records overhalen toch weer een album te maken: Deadlines.
In 2020 kwam een heruitgave via Esoteric Recordings, dat bijba het gehele oeuvre van Strawbs opnieuw uitbracht met enkele bonustracks.een van die extra tracks is een andere versie van Heartbreaker, dat Cousins schreef voor het album Intergalactic Touring Band.